# Iceve-Maci jezik
Iceve-Maci jezik (bacheve, bechere, becheve, icheve, ocebe, ochebe, ocheve, utse, utser, utseu; ISO 639-3: bec), bantoidni jezik podskupine tivoid, kojim govori oko 12 000 ljudi, od čega većina od 7 000 (1990) u kamerunskoj provinciji Southwest, a ostalih 5 000 u Nigeriji u državi Cross River (1990). 
Dijalekti su mu: icheve (bacheve) i oliti (maci, matchi, oliti-akwaya, olithi, olit, kwaya, akwaya motom, motomo, ihekwot). Neki govore i evant [bzz], denya-kenyang [anv] il kamerunski pidžin [wes].

## Vanjske poveznice
- Ethnologue (14th)
- Ethnologue (15th)